# 엠블럼

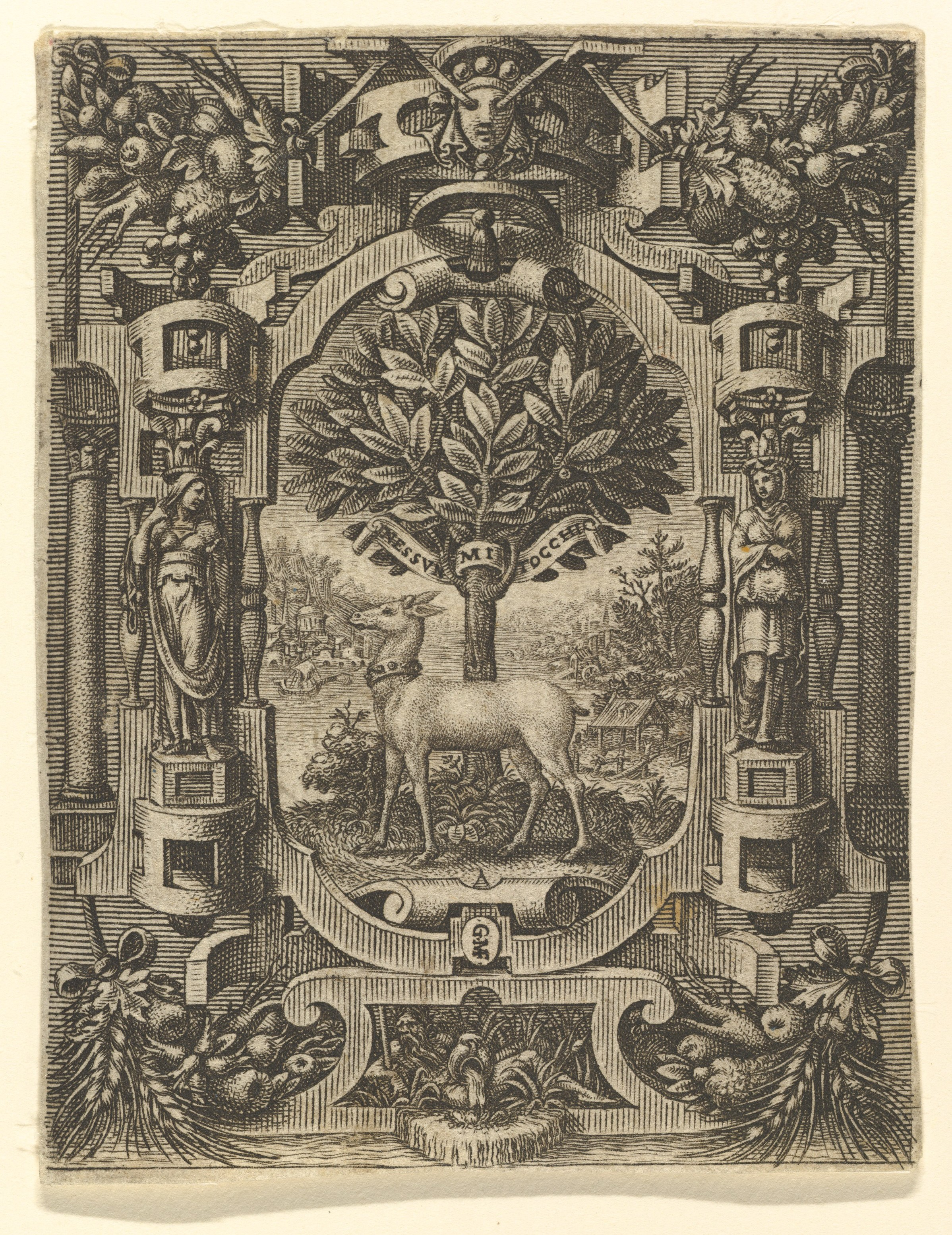

엠블럼(emblem) 은 도덕적 진리, 우의(寓意) 같은 개념을 요약하거나, 왕, 성인 같은 인물을 나타내는 추상적 또는 구상적인 이미지이다.

## 같이 보기
- 기장(記章)
- 로고
- 마스코트
- 문장(紋章)
- 밈
- 상표